# ترومی نیکی
ترومی نیکی (به ژاپنی: 二木 てるみ Niki Terumi) یک بازیگر زن ژاپنی و از اهالی توکیو است. او در نقش دختر جوان «اوتویو» در ریش قرمز اثر آکیرا کوروساوا (۱۹۶۵) بازی کرد.